# Hélène Florent
Pour les articles homonymes, voir Florent.
Hélène Florent, née le 21 octobre 1974 à Québec, est une actrice québécoise. Elle a plusieurs rôles à son actif, notamment celui de Stéphanie dans La Galère et celui de Brigitte dans Toute la vérité.

## Carrière
Hélène Florent est diplômée du Conservatoire d'art dramatique de Québec depuis 2000. Elle est comédienne et réalisatrice.
Elle joue le rôle de Laura Chapdelaine, la mère de Maria Chapdelaine dans le film Maria Chapdelaine.

## Vie privée
En octobre 2015, elle donne naissance à un petit garçon prénommé Joseph avec Danny Gilmore, de qui elle se sépare en août 2019 après 11 ans de relation.
Elle est la sœur de la comédienne Catherine Florent.

## Filmographie

### Cinéma
- 2002 : Yellowknife de Rodrigue Jean : Linda
- 2004 : Mémoires affectives de Francis Leclerc : Carole
- 2005 : Familia de Louise Archambault : Chloé
- 2005 : La Vie avec mon père de Sébastien Rose : Sylvie
- 2006 : Dans les villes de Catherine Martin : Fanny
- 2007 : La Lâcheté de Marc Bisaillon : Madeleine
- 2007 : Ma fille, mon ange d'Alexis Durand-Brault : Lucie Gagnon
- 2009 : Lucidité passagère de Fabrice Barrilliet, Nicolas Bolduc, Julien Knafo et Marie-Hélène Panisset : Véronique
- 2010 : Lance et compte de Frédérik D'Amours : Cathou St-Laurent
- 2011 : Café de Flore de Jean-Marc Vallée : Carole
- 2011 : Gnoméo et Juliette : Nanette (voix)
- 2013 : Sarah préfère la course de Chloé Robichaud : Isabelle
- 2013 : Une jeune fille de Catherine Martin : la mère de Chantal
- 2021 : Les Oiseaux ivres de Ivan Grbovic (en) : Julie
- 2021 : Maria Chapdelaine de Sébastien Pilote : Laura Chapdelaine
- 2023 : Une femme respectable de Bernard Émond : Rose Lemay

### Télévision
- 2000 : Deux frères : Mylène Callières
- 2000 : Willie : fille de cabaret
- 2001 : Tribu.com : Marie-Lune
- 2002 : La Vie, la vie : directrice
- 2004 : La Vie rêvée de Mario Jean : amie de Patrick
- 2005 : La Promesse : Caroline Bastien
- 2005 : Km/h : Jacynthe
- 2005 : Les Invincibles : Véronique
- 2006 : Un homme mort : Caroline Bianci
- 2006 : Lance et compte : La Revanche : Cathou St-Laurent
- 2007-2013 : La Galère : Stéphanie Valois
- 2008-2009 : Belle-Baie : Gail Thompson
- 2008 : Casino : Emmanuelle Caron
- 2009 : Lance et compte : Le Grand Duel : Cathou St-Laurent
- 2010 : Ni plus ni moi : Isabelle de Banville
- 2010-2014 : Toute la vérité : Brigitte Desbiens
- 2012 : Lance et compte : La Déchirure : Cathou St-Laurent
- 2014 : L'Appart du 5e : Adeline McMarchall
- 2015 : Pour Sarah : Judith Laroche, mère de Sarah
- 2016-2017 : Au secours de Béatrice : Martine Cournoyer
- 2017 : Karl et Max : Ève Chapdelaine
- 2018 : Unité 9 : Macha Vallières[6]
- 2018 : La Dérape : Nathalie Samson
- 2020: Le 422 (saison 2) : Michelle Rosenquest
- 2020-2023 : Eaux turbulentes (saisons 1 et 2) : Marianne Desbiens
- 2024 : Cerebrum (saison 3) : Suzanne Cordeau

## Récompenses et Nominations

### Récompenses
- 1998 : Récipiendaire du Prix du Public Téléquébec au Festival Vidéastes recherché-es pour son court-métrage Celui qui l'dit, celui qui l'est en tant que réalisatrice[7].
- 1998 : Récipiendaire du Prix Vidéo Femme au Festival Vidéastes recherché-es pour son court-métrage Celui qui l'dit, celui qui l'est en tant que réalisatrice[7].
- 1998 : Récipiendaire du Prix Victor Lévy Beaulieu (Prix de la scénarisation) au Festival Vidéastes recherché-es pour son court-métrage Celui qui l'dit, celui qui l'est en tant que réalisatrice[7].
- 2009 : Récipiendaire du Prix Télébec au Festival du cinéma international en Abitibi-Témiscamingue à Rouyn-Noranda pour son court-métrage Léger problème en tant que réalisatrice[7].
- 2011 : Récipiendaire du prix Artis dans la catégorie Rôle féminin - Téléséries québécoises[7].
- 2012 : Récipiendaire d'un prix au Vancouver Film Critics Circle Awards dans la catégorie Meilleure actrice dans un rôle de soutien pour le long métrage Café de Flore[7].
- 2012 : Récipiendaire du prix Artis dans la catégorie Rôle féminin - Téléséries québécoises[7].
- 2013 : Récipiendaire du prix Artis dans la catégorie Rôle féminin - Téléséries[7]
- 2014 : Récipiendaire du prix Artis dans la catégorie Rôle féminin - Téléséries[7]
- 2022 : Meilleure interprétation féminine premier rôle - Gala Québec Cinéma (rôle de Julie dans Les Oiseaux ivres)[8]
- 2022 : Meilleure interprétation féminine rôle de soutien - Gala Québec Cinéma (rôle de Laura dans Maria Chapdelaine)[8]

### Nominations
- 2010 : Mise en nomination au gala des prix Gémeaux dans la catégorie Meilleur premier rôle féminin: comédie pour La galère[7].
- 2010 : Mise en nomination au gala Artis dans la catégorie Rôle féminin - Téléséries québécoises[7].
- 2011 : Mise en nomination au gala Artis dans la catégorie Personnalité féminine de l'année[7].
- 2012 : Mise en nomination au gala des prix Génie dans la catégorie Meilleure actrice dans un rôle de soutien pour le long métrage Café de Flore[7].
- 2012 : Mise en nomination au gala Artis dans la catégorie Personnalité féminine de l'année[7].
- 2012 : Mise en nomination au Satellite Awards dans la catégorie Meilleure actrice dans un rôle de soutien pour le long métrage Café de Flore[7].
- 2013 : Mise en nomination au gala Artis dans la catégorie Personnalité féminine de l'année[7].
- 2013 : Mise en nomination au gala des prix Gémeaux dans la catégorie Meilleur premier rôle féminin: dramatique pour Toute la vérité[7].